# Арарипи
Арарипи (порт. Araripe)  —  муниципалитет в Бразилии, входит в штат Сеара. Составная часть мезорегиона Юг штата Сеара. Входит в экономико-статистический  микрорегион Шапада-ду-Арарипи. Население составляет 21 230 человек на 2006 год. Занимает площадь 1 347,047 км². Плотность населения — 15,8 чел./км².
Праздник города —  3 августа.

## История
Город основан 3 августа 1875 года. 

## Статистика
- Валовой внутренний продукт на 2003 составляет 33.610.985,00 реалов (данные: Бразильский институт географии и статистики).
- Валовой внутренний продукт на душу населения на 2003 составляет 1.640,76 реалов (данные: Бразильский институт географии и статистики).
- Индекс развития человеческого потенциала на 2000 составляет 0,584 (данные: Программа развития ООН).